# NGC 4836
NGC 4836 (również PGC 44328) – galaktyka spiralna (Scd), znajdująca się w gwiazdozbiorze Panny. Odkrył ją Wilhelm Tempel 19 kwietnia 1882 roku.